# Liste der Kulturdenkmäler in Höheischweiler
In der Liste der Kulturdenkmäler in Höheischweiler sind alle Kulturdenkmäler der rheinland-pfälzischen Ortsgemeinde Höheischweiler aufgeführt. Grundlage ist die Denkmalliste des Landes Rheinland-Pfalz (Stand: 31. August 2023).

## Einzeldenkmäler
| Bezeichnung    | Lage                                  | Baujahr | Beschreibung           | Bild            |
| -------------- | ------------------------------------- | ------- | ---------------------- | --------------- |
| Kriegerdenkmal | Friedhofstraße, auf dem Friedhof Lage |         | Kriegerdenkmal 1914/18 | Fotos hochladen |